# Эллингштедт
Эллингштедт (нем. Ellingstedt) — община в Германии, в земле Шлезвиг-Гольштейн. 
Входит в состав района Шлезвиг-Фленсбург. Подчиняется управлению Зильберштедт.  Население составляет 819 человек (на 31 декабря 2010 года). Занимает площадь 21,49 км².